# Jessica Bowman
Pour les articles homonymes, voir Bowman.
Jessica Robyn Bowman, née le 26 novembre 1980 à Walnut Creek en Californie, est une actrice américaine.

## Biographie
Jessica Bowman est née le 26 novembre 1980 à Walnut Creek en Californie, elle a 4 sœurs aînées (Summer, Jaje, Jesse et Julie). Elle a commencé à faire du théâtre et de la publicité avant d'obtenir son premier rôle dans une petite série The Road Home en 1994. On a aussi pu l'apercevoir dans quelques épisodes de séries comme Incorrigible Cory, New York Police Blues ou encore Alerte à Malibu.
C'est en 1995, qu'elle est choisie pour remplacer Erika Flores dans la série Docteur Quinn, femme médecin. Malgré l'arrêt de la série en 1998, deux téléfilms suivirent en 1999 et 2001 auxquels Jessica participa.
En 2001, elle obtient plusieurs rôles au cinéma notamment dans Une virée en enfer, un thriller de John Dahl ainsi que dans Point d'impact de Bob Misiorowski.

## Filmographie

### Cinéma
- 2001 : Une virée en enfer de John Dahl : Charlotte
- 2002 : Point d'impact de Bob Misiorowski : Bailey Kristoff
- 2004 : Amour et Amnésie de Peter Segal : Tamy

### Télévision
- 1994 : The Road Home : Darcy Matson (6 épisodes)
- 1994 : Incorrigible Cory : Jennifer (1 épisode)
- 1994 : New York Police Blues : Allison Davis (1 épisode)
- 1995 : Secrets : Anna Berter
- 1997 : Alerte à Malibu : Kirstie Morgan (1 épisode)
- 1995-1998 : Docteur Quinn, femme médecin : Colleen Cooper (87 épisodes)
- 1998 : Einstein, le chien savant : Marlena
- 1998 : Conduite coupable : Kaley Young
- 1998 : Young Hearts Unlimited : Lissa
- 1999 : Mort à petite dose : Sarah Farris
- 2001 : Dr. Quinn, Medicine Woman: The Heart Within : Colleen Cooper-Cook
- 2001 : Striker de Rishad Dastur et Ian Fisher : Michelle Zlatanoviç

## Distinctions
- 1996 : Lauréate du Michael Landon Award lors des Young Artist Awards pour la série télévisée Docteur Quinn, femme médecin partagée avec Beth Sullivan (Productrice exécutive), Timothy O. Johnson (Producteur), Chad Allen (Jeune acteur) et Shawn Toovey (Jeune acteur).
- 1996 : Lauréate du Young Artist Awards de la meilleure performance pour une jeune actrice pour la série télévisée Docteur Quinn, femme médecin.
- 1997 : Nommée au Young Artist Awards de la meilleure performance pour une jeune actrice pour la série télévisée Docteur Quinn, femme médecin.
- 1997 : Nommée au YoungStar Awards de la meilleure performance pour une jeune actrice pour la série télévisée Docteur Quinn, femme médecin.
- 1998 : Nommée au Young Artist Awards de la meilleure performance pour une jeune actrice pour la série télévisée Docteur Quinn, femme médecin.